# 王大閎國父紀念館競圖模型
王大閎國父紀念館競圖模型是建築師王大閎參加國父紀念館設計競圖獲選後，供業主確認設計內容所製作，但與目前國父紀念館造型有明顯差異。

## 緣起
1965年，中華民國為紀念國父孫中山百歲誕辰，中央政府決定興建大型紀念館。經過對外徵圖，共有張振中、張崇生、楊元麟、陳濯、王大閎、楊卓成、黃寶瑜、鄭定邦、余振中、虞日鎮、林澍民等11位建築師遞交設計圖，經過競圖評選由王大閎建築師獲選。王大閎1961年曾參加故宮競圖獲得第一名，但被認為中華文化元素不足，最後並未依照他的設計執行。

## 設計特色
國父紀念館設計包括屋頂、屋身與臺基三個部分。原設計方案屋頂正面採「八」字形，中央較高，兩面落水斜屋頂，造型類似中國唐宋時期的官式烏紗帽。1966年8月3日時任總統蔣介石看過設計圖樣與模型後，認為紀念館外型太過西洋式，缺乏中國建築風味，應加強中國建築特色。經過多次修正，於1967年8月10日定案。

## 與現行建築的差異
屋頂造型是原設計與現行建築的最大不同，修正後的屋頂由中央平屋頂與周圍四坡洩水的斜面組成。正面屋面抬高向上掀起正面掀起，隱喻孫中山所領導的辛亥革命「掀起革命的一角」，四個角落的飛簷向上翹起，接近所謂的「人」字形。

## 設計模型
2006年行政院文化建設委員會辦理「久違了，王大閎先生」展覽，依照原始設計圖製作模型，展覽結束後由行政院文化建設委員會文化資產總管理處籌備處保存，2022年移交國立國父紀念館對外展示。